# Асе ле Боан
Асе ле Боан (фр. Assé-le-Boisne) је насељено место у Француској у региону Лоара, у департману Сарт.
По подацима из 2011. године у општини је живело 924 становника, а густина насељености је износила 32,55 становника/km².

## Демографија
| 1962. | 1968. | 1975. | 1982. | 1990. | 2011. |
| ----- | ----- | ----- | ----- | ----- | ----- |
| 837   | 809   | 784   | 781   | 754   | 924   |